# Cordillera Central (Bolivia)
Cordillera Central är en bergskedja i Bolivia.   Den ligger i departementet Chuquisaca, i den centrala delen av landet, 70 km nordost om huvudstaden Sucre.
I omgivningarna runt Cordillera Central växer huvudsakligen savannskog. Runt Cordillera Central är det mycket glesbefolkat, med 7 invånare per kvadratkilometer.